# نور وهداية (كتاب)
نور وهداية كتاب للعلامة السوري الدمشقي علي الطنطاوي، صدرت الطبعة الأولى من هذا الكتاب سنة 2006 في 283 صفحة من القَطْع المتوسط (14×21)، وقد جمع مادّتَه ورتبها حفيدُ المؤلف مجاهد مأمون ديرانية.
وقال في مقدمته للكتاب: «بعد شهرين يُتِمّ جدي سبعَ سنين من رحلته إلى عالَم الآخرة، أسأل الله له الرحمة، وأسأله أن يثيبه بهذا الكتاب نوراً في قبره مثل النور الذي أراد أن ينشره بين الناس، حين لبث من عمره سنين وسنين وهو يحدّثهم حديث» النور والهداية«من رائي المملكة، ويجيب عن» مسائلهم«ويحل» مشكلاتهم«من إذاعتها». (كان «نور وهداية» هو اسم برنامج علي الطنطاوي التلفازي، و«مسائل ومشكلات» كان برنامجه الإذاعي، وكلاهما استمر بلا توقف لأكثر من ربع قرن).

## مادة هذا الكتاب
والكتاب يضم ستاً وثلاثين مقالة، بعضها كان في الأصل مقالات نُشرت في صحف ومجلات، وبعضها الآخر أحاديث أذيعت من إذاعة دمشق في الخمسينيات أو من إذاعة المملكة ورائيها في الستينيات والسبعينيات، وهو الأمر الذي فصله حفيد المؤلف في تقديمه للكتاب حيث قال: «هذا هو الكتاب الخامس الذي وفق الله إلى جمعه مما تركه علي الطنطاوي منثوراً غيرَ منشور من مقالات وأحاديث، بعضها قرأه الناس ذات يوم في مجلة أو صحيفة، ثم طوى المجلةَ أو الصحيفةَ النسيانُ وغابت المقالةُ عن عين كل إنسان، وبعضها سمعه الناس ذات يوم مُذاعاً من دمشق أو من مكة من إذاعة صوت الإسلام، ثم أنسى الناسَ هذه الأحاديثَ بُعْدُ العهدِ وذهب بها كَرُّ الأيام».
ويجمعها كلها أن فيها دعوة إلى الحق وترغيباً بالخير وتذكيراً بالآخرة وترقيقاً للقلوب، فمنها ما يخاطب القلوب المؤمنة: «طريق الهدى»، و«يا الله»، و«فطرة الإيمان»، و«هل تهدي الفطرة إلى الدين؟»... أو يستفزّ الهِمَم ويدعو إلى العمل: «أين التائبون؟»، و«هل نحن مؤمنون؟»، و«يا أيها المذنبون»، و«التجارة الرابحة»... أو يفتح للقانطين أبواب الأمل: «التوبة»، و«الباب الذي لا يُغلَق في وجه سائل»... وهي -في جملتها- مقالات وأحاديث جميلة تتفتح لها القلوب وتشرق بقراءتها النفوس.

## وصلات خارجية
موقع علي الطنطاوي